# Bronzenatten
Bronzenatten (estisk: pronksiöö) eller April-urolighederne (estisk: aprillirahutused) henviser til de bølleoptøjer, der fandt sted i Estlands hovedstad Tallinn natten mellem den 26. april og 27. april 2007 og de følgende dage og nætter i forbindelse med omflytningen af et krigsmonument, Bronzesoldaten, fra sit hidtidige opstillingssted på Tõnismägi til en nærliggende soldaterkirkegård.
Et flertal af den estiske befolkning anså Bronzesoldaten for at være et besættelsessymbol for den sovjetiske besættelse fra 1944 til 1991 og dertil knyttet undertrykkelse af den estiske befolkning og som sådant upassende i gadebilledet. Samtidig har monumentet en betydelig symbolsk værdi for den herboende russisksprogede befolkning som monument over kampen imod Nazityskland under 2. verdenskrig – til trods for, at der påviseligt ikke var en eneste tysk soldat tilbage i Estland på det tidspunkt, hvor de sovjetiske soldater besatte Estland og "befriede" Tallinn! Men tillige var monumentet samlingssted for russiske provokatører i deres krav på særlige rettigheder i Estland og som sådant tillige et virkemiddel i Ruslands gentagne afpresningsforsøg vendt mod den tidligere ufrivillige sovjetrepublik.
Under hensyn til de gentagne sammenstød, der var forekommet mellem sovjet-russofile provokatører og esto-nationalistisk sindede besluttede den estiske regering i april 2007 at lade foretage en arkæologisk udgravning for at finde resterne af de angiveligt begravede og lade disse ligge og monumentet flytte til en soldaterkirkegård, hvor genbegravelse og genopsættelse af monumentet kunne ske uden at forstyrre gadebilledet. Angiveligt i protest herimod påbegyndtes massedemonstrationer af russisksprogede, der imidlertid hurtigt udviklede sig til druk, vold, hærværk, overfald og tyverier, som varede i 2 nætter og hører til de værste, Estland har oplevet. Under episoderne døde en ung russer, der havde deltaget i indbruddene og tyverierne – formentlig takket være knivstik fra andre medvirkende. I de tidlige morgentimer den 27. april 2007, efter den første nats optøjer, besluttede den estiske regering uden yderligere udsættelse at fuldføre flytningen af monumentet, og nedtagelsen fulgte lige efter. Om eftermiddagen den 30. april blev statuen uden tilhørende stenmur opsat på forsvarets soldaterkirkegård i Tallinn (der ellers har været forbeholdt estiske soldater). En åbningsceremoni for den flyttede statue skete den 8. maj, årsdagen for sejren over Nazityskland. (Sovjetiske krigsveteraner fejrer "sejrsdagen" en dag senere, den 9. maj). I løbet af juni 2007 blev stenmuren genopbygget på monumentets nye sted. Fire af de døde blev efter anmodning overdraget slægtninge til genbegravelse, resten begravet ved det flyttede monument, den 3. juli 2007.

## Baggrund

### Historisk baggrund
I 1939 havde Sovjetunionen indgået en aftale med Estland om oprettelse af fremskudte militærbaser på estisk område – den såkaldte baseaftale. Aftalen var udtrykkeligt indgået under forudsætning af, at Sovjetunionen ikke ville blande sig i indre estiske anliggender, ligesom der var fastsat rammer for størrelsen af det militære kontingent, der måtte virke på baserne.
Det viste sig hurtigt, at Sovjetunionen ikke havde til sinds at overholde baseaftalen. Her, som i Letland og Litauen, blev der indført langt større militære kontingenter end aftalt, og Sovjetunionen stillede krav om tilladelse til yderligere at forøge disse. Til trods for Estlands imødekommenhed med hensyn til at forhandle spørgsmålet afventede Sovjetunionen end ikke den estiske regerings svar, men lod egenhændigt og i strid med aftalen sovjetiske tropper overskride den estiske grænse og fortsætte mod Tallinn. Den 17. juni 1940 havde de sovjetiske tiltag fået karakter af en regulær besættelse af Estland. Nu fulgte en række diktater fra Sovjetunionens side, hvor man stillede krav om ændringer i regeringen. Den sovjetiske særlige udsending Andrei Ždanov forlangte af den estiske præsident Konstantin Päts, at regeringen skulle afsættes, og at der i stedet skulle oprettes en regering under ledelse af den af den sovjetiske efterretningstjeneste lejede spion og forfatter Johannes Vares-Barbarus. Den nye regerings sammensætning blev dikteret af Ždanov og alle ændringsforslag fra præsidentens side blev kategorisk afvist. Den 21. juni 1940 meddelte Johannes Vares-Barbarus i en radiotale, at han havde dannet en ny regering. Samme dag arrangerede den sovjetiske lakaj Maksim Unt en arbejderdemonstration under Ždanovs direktiver, der fik karakter af et statskup. Sovjetunionens kampvogne og bevæbnede enheder fra Den røde Hær deltog i demonstrationerne ved det estiske parlament (Toompea) hvorefter man gik i demonstration til præsidentens residens i Tallinns østlige udkant (Kadriorg) ligesom man frigav politiske fanger i det estiske statsfængsel (Patarei vangla), der var dømt for landsforræderi, herunder Nikolai Trakman, der havde solgt planer over estiske forsvarsanlæg til Sovjetunionen.
Den 14. og 15. juli 1940 gennemførtes såkaldte "nyvalg", hvorunder kun kommunistpartiets kandidater var tilladt, og hvor alle modstandere af sovjetbesættelsen blev arresteret eller forhindret i at deltage. Det lykkedes esterne i overensstemmelse med de forfalskede valgregler at opstille 78 modkandidater med i alt 6000 støtter, men disse blev nægtet retten til at stille op! Kun en enkelt kandidat, Jüri-Rajur Liivak, undgik at blive arresteret. Valget gennemførtes ved forfalskede valgregler og i strid med den estiske grundlov af 1937, og det anses for givet, at valgresultatet ligeledes var helt igennem forfalsket, idet disse først offentliggjordes den 17. juli.
Den 22. juli 1940 "anmodede" det nyvalgte parlament om at blive optaget i Sovjetunionen; beslutningen blev dikteret under trusler og kom uventet for medlemmerne af det nye parlament. Den 6. august 1940 formaliseredes Sovjetunionens annektering af Estland. Den nye marionetregering fik intet at skulle have sagt. Johannes Vares-Barbarus var reelt gidsel for den datidige sovjetiske besættelsesmagt. Under denne første sovjetiske besættelse blev 9.267 estere tvangsdeporteret til Gulag, mange blev myrdet (for 1941 registreredes 1622 og for 1942 787 dødsdomme). Blandt de myrdede var adskillige forhenværende parlamentsmedlemmer, højere officerer og kvinder i forsvarstjeneste.
I 1941 blev de sovjetiske besættelsestropper tvunget til at forlade Estland, der i stedet blev besat af tyske. Den tyske besættelse varede til 1944. Da Tyskland blev trængt tilbage overalt på østfronten i 1944, valgte mange estere at træde til på østfronten for at forhindre en ny sovjetisk besættelse (mens tyskerne flygtede fra landet). Således gik det, til, at der ikke var tyskere ved den estiske front, da sovjetiske tropper for anden gang overskred grænsen og på ny besatte landet.

### Tolkningen af den sovjetiske besættelse
Under perestroika skete en revurdering af SSSRs historie, og i 1989 fordømte SSSR Molotov-Ribbentrop-pagten fra 1939 med Nazityskland og den efterfølgende invasion og besættelse af de tre baltiske lande. Sovjetunionens sammenbrud ledte til genskabelsen af Republikken Estland. Massedeportationer af etniske estere og immigration af ikke-estere fra andre dele af "Folkenes Fængsel" ledte til en nedgang i andelen af etniske estere under sovjettiden fra 88 % i 1934 til 62% i 1989.
Ifølge den estiske regering Den Europæiske Menneskerettighedsdomstol, EU, og USA, var Estland besat af Sovjetunionen indtil landet genvandt sin selvstændighed i 1991 og de 48 år af sovjetisk besættelse og indlemmelse i SSSR er aldrig anerkendt som lovlig af de vestlige lande.
I henhold til Den Europæiske Menneskerettighedsdomstol blev den lovlige estiske regering i 1940 fjernet og et sovjetisk styre indført ved en voldelig virksomhed fra sovjetisk side. Det totalitære, kommunistiske regime i SSSR gjorde omfattende og systematiske overgreb imod den estiske befolkning. Valg blev gennemført alene med mulighed for deltagelse af Sovjet-støttende kandidater. Time Magazine rapporterede i 1940: "De, som ikke i deres pas fik indstemplet, at de havde støttet Estlands indlemmelse i SSSR, kunne skydes ved sovjetiske krigstribunaler" 
Samtidig har nogle kommentatorer givet udtryk for frygt for, at Ruslands insisteren på en pro-sovjetisk historisk tolkning afspejler et ønske om at genskabe sin indflydelsessfære i "nærområder".
Opfattelsen, at Estlands anneksion i SSSR var lovlig, finder underbygning i officielle udtalelser fra russisk side, herunder at tilstedeværelsen af SSSR i de baltiske lande var lovlig i henhold til international lov, og at de baltiske lande ikke kunne okkuperes, da der ikke var erklæret krig mellem landene.
Rusland har forsøgt at påtvinge Estland en bestemt politik i henseende til statsborgerskab og sprogregler og under gentagne anklager mod Estland for brud på menneskerettigheder og beskyldninger for fascisme, dels fra religiøse ledere, dels medier, dels regeringsrepræsentanter, herunder den russiske ambassadør i Estland.

## Sammenstød og lovgrundlag for flytningen
Efter Estlands genvundne selvstændighed i 1991 udviklede modsætningerne omkring monumentet sig i 2006–2007. En evig flamme ved monumentet blev slukket straks efter selvstændigheden. I 1994 blev monumentet rekonstrueret, og en beskyttende barriere omkring det blev fjernet.
Monumentet var i begyndelsen fortrinsvis mødested for sovjetiske krigsveteraner fra 2. verdenskrig og elementer af den russisksprogede befolkning på dage, der anvendtes til at mindes krigsbegivenheder: 9. maj (sejrsdag i Sovjetunionens historieopfattelse) og 22. september ("befrielsen af Tallinn" i 1944). Anvendelsen af sovjetiske og russiske flag ved disse lejligheder var en bevidst provokation vendt imod den estiske befolkning og medvirkede til ønsket om at blive af med mindesmærket.
I 2006 udviklede demonstrationer og moddemonstrationer sig til fysiske sammenstød. Den 10. januar 2007 vedtog det estiske parlament med 66 stemmer for og 6 imod loven om gravbeskyttelse, der muliggjorde en flytning af gravmonumenter under særlige hensyn. I fortalen til loven hedder det:
"Under iagttagelse og erkendelse af Republikken Estlands forpligtelse til at sikre og beskytte, respektere og skabe anstændig behandling af rester efter døde i krig på Estlands område, under opfattelsen af at begravelse af personer på dertil uegnede steder som værende i strid med europæisk kultur og traditionerne for at hædre resterne af de døde og under iagttagelse af artikel 34 i tillægsprotokollen til Geneva-konventionen af 12. august 1949, samt relaterende til protokol 1 om Beskyttelse af ofre for Internationale Væbnede Konflikter (the Protection of Victims of International Armed Conflicts, Protocol 1), adapteret den 8. juni 1977, ifølge hvilken Den estiske Stat er forpligtet til at sikre respekten for rester og begravelsessteder for personer døde i krig på Estlands territorium og markeringen heraf samt under hensyn til Den estiske Stats ret til genbegravelse af ligrester under hensyn til den offentlige interesse, har Riigikogu vedtaget denne lov." 
Loven trådte i kraft den 20. januar 2007.
Estland har gensidige aftaler om beskyttelse af krigsgrave med Finland og Tyskland men ikke med Rusland, der giver særlig status til mange krigsgrave i Estland, men ikke den på Tõnismägi. Loven om beskyttelse af krigsgrave havde som et af sine formål at kodificere internationale fremgangsmåder og praktikker vedrørende krigsgrave og sikre ensidig beskyttelse af krigsgrave, der ikke var omfattet af internationale beskyttelsesaftaler. De fleste krige i det 20. århundrede i Estland er sket med sovjetiske (fortrinsvis russiske), tyske og estiske soldater med deltagelse af frivillige finske soldater under en estisk ledelse, og næsten alle krigsgrave, der ikke er omfattet af gensidige aftaler, vedrører Den røde Hær.
Loven placerer ansvaret for krigsgrave under det estiske forsvarsministerium. Tõnismägi tilhører kommunen, og alle tiltag ville have krævet en aftale med kommunen forud. Efter som Tallinn har en stor ikke-estisk befolkningsandel, var en gensidig aftale i en nært forestående fremtid ikke at forvente, men loven fjernede behovet for at forhandle med byrådet i tilfælde af genbegravelse af eventuelle rester af de begravede.

## Offentlig støtte
Tanken om en omlokalisering af monumentet var kontroversielt blandt befolkningen i Estland. Ved en meningsundersøgelse lavet for avisen Eesti Päevaleht ved Turu-uuringute AS fra 5. april til 22. april 2007 var 37 % af de adspurgte tilhængere af en omflytning, 49 % imod og 14 % uden stillingtagen for eller imod. Blandt den estiske befolkning var 49% for og blandt den russisksprogede befolklning kun 9% for omflytningen.
Ved en frivillig meningsmåling i avisen Postimees den 25. april, da forberedelserne til flytningen allerede var i gang, stemte 85.12 % af deltagerne online for en flytning, 12.98 % imod, mens resten hverken stemte for eller imod.

## Begivenheder i forbindelse med omflytningen
Estisk politi lod afspærre pladsen og omgivende gader omkring monumentet i morgentimerne den 26. april 2007 som en forberedelse for de planlagte arkæologiske undersøgelser og efterfølgende flytning af eventuelle rester efter de begravede ved monumentet.
Et telt blev rejst for at afskærme udgravningerne imod vejrlig og offentlighedens indblik. Tre medlemmer af provokatørorganisationen "Õine Vahtkond", som havde overvåget situationen, nægtede at forlade området og lukkede sig inde i deres bil. Politiet måtte knuse bilruden for at trække dem ud, hvorved den ene fik rifter. Efter at være blevet fjernet udspredte Öine Vahtkond meddelelsen om, at flytningen af monumentet var igangsat. Efter nogle få timer var henved 1.000 mennesker, mestendels russisk-talende, samlet og havde omringet politiafspærringen; en del forsøgte at sprænge. Adskillige protestmøder mod flytningen af monumentet blev afholdt. Da mørket faldt på, blev forsamlingen stadig mere aggressiv og begyndte at kaste sten og tomme flasker mod politikæden. Omkring kl. 21:15 opgav bøllerne at bryde politikæden og kastede sig i stedet ud i det almindelige hærværk, der prægede den første nat.
I de tidlige morgentimer den 27. april 2007 holdt den estiske regering et hastemøde, og kl. 3.40 om morgenen besluttedes det efter råd fra det estiske sikkerhedsråd at fuldføre flytningen af monumentet hurtigst muligt ("på grund af de voldelige begivenheder"). Tre timer senere, kl. 6.40 om morgenen, var monumentet blevet flyttet til et ikke-oplyst sted for midlertidig opbevaring.
Regeringen erklærede, at statuen ville blive genopstillet hurtigst muligt på forsvarets soldaterkirkegård.
Fra om eftermiddagen den 30. april var statuen uden stenmur genopstillet. Genopbygningen af stenmuren blev forsinket på grund af æstetiske overvejelser om det hensigtsmæssige heri på det nye sted, idet stensætningen tillige krævede en ny fundering af beton. Arbejdet indledtes den 23. maj og var beregnet at være fuldendt i slutningen af juni. Mens konstruktionsarbejdet stod på, var statuen midlertidigt flyttet til et nærliggende sted på kirkegården.
En økumenisk, religiøs ceremoni (bøn for de døde) blev afholdt den 28. april, inden optagelsen af resterne af de begravede foretoges af to kapellaner, en lutheransk og en ortodoks. Den russiske ambassadør, der var blevet inviteret til at overvære optagelsen af levnene efter de begravede eller udpege en observatør, afstod officielt fra at modtage invitationen.

### Optøjer og vold

#### 26 – 27. april
Estiske myndigheder rapporterer, at urolighederne startede omkring kl. 21:20, da protesterende begyndte at angribe politifolk. Uropolitiet reagerede ved at anvende brandslukkere mod bøllerne for at få dem til at sprede sig. Men bølleforsamlingen spredte sig ikke, men begyndte i stedet at udøve vandalisme og tyverier i nærtbeliggende butikker og bygninger. Ved midnatstid havde optøjerne spredt sig til centrale dele af Tallinn med omfattende udøvelse af hærværk og vandalisme – i alt opgjordes 99 tilfælde af vandalisme, herunder væltede biler, smadrede butiksvinduer og indbrud i barer og kiosker.
Kl. 2 om natten faldt bøllerne lidt til ro; da var over 100 personer blevet arresteret for hærværk og tyverier. Omkring kl. 2.30 var bølgen af masseoptøjer afsluttet, og politiet optog jagten på kriminelle, de sidste voldelige bøller blev kørt bort i en stor bybus.
Ved morgentid var 300 personer arresteret. 57 personer var skadet, herunder 14 politibetjente. En af voldsmændene, Dmitry Ganin (permanent bosat i Estland men med russisk borgerskab), døde på et hospital efter et knivstik.  Ifølge estisk presse skyldes knivstikkene formentlig en af de aktive vandaler. Pr. september 2007 var 13, overvejende estisk-talende personer arresteret af estisk politi, mistænkt for at have slået, men ikke knivstukket Dmitri Ganin; alle blev siden løsladt. Ifølge politiets rapporter blev der fundet stjålne varer i Ganins besiddelse.
Tallinn byråd suspenderede alle tilladelser til salg af stærk alkohol i byen i en uge på grund af urolighederne. Adskillige bøller var stærkt alkoholpåvirkede under misgerningerne. Der var – mest i udenlandske medier – overvejelser om, at urolighederne ville udvikle sig til en estisk konflikt mellem estere og den russiske minoritet.

#### 27. april
Natten den 27. april genoptoges voldelighederne, og en ny bølge af hærværk og tyverier udløstes. Gerningsmændene brugte molotovcocktails og politiet CS gas, gummikugler og vandkanoner. Vold og hærværk forekom foruden i hovedstaden tillige i nogle få byer i det nordøstlige Estland – fortrinsvis Jõhvi – der havde en forholdsvis stor russisk-sproget befolkning. Estiske kilder forbandt disse optøjer med et stort forbrug af stjålet alkohol blandt unge russisksprogede. Sammenlagt blev henved 1.000 personer pågrebet i løbet af de to nætter, hærværket fandt sted. 156 var tilskadekomne (herunder et større antal politibetjente), og utallige butikker (blandt andet med russiske ejere), kontorer og hjem blev ødelagt. As there had been too many arrests for the normal pre-trial detention centers, many suspects were taken to a hastily set up holding area in the Terminal D of the Tallinn Seaport.

#### 28 – 29 april
Freden vendte tilbage den 28. april, og yderligere episoder forekom ikke og samtidig startede politiet en kampagne for at hverve frivillige "politimedhjælpere", der kunne være politiet til hjælp ved fornyede bølleoptøjer, og søndag aften havde mere end 700 meldt sig til optræning.
Den 28. april udspredte en selverklæret Russisk Modstandshær Kolyvan en deklaration i russisksprogede Internet-fora, der opfordrede "alle russiske mænd boende i Estland" til at bevæbne sig og forlangte, at estisk borgerskab skulle tildeles alle i Estland bosatte den 3. maj under trusler om at starte en væbnet modstandskamp den 9. maj. Det er ikke opklaret, hvem der stod bag opfordringen.

#### 30. april
Der var ingen voldelige episoder, men en del bilister forsøgte at genere færdslen i det centrale Tallinn ved at køre meget langsomt og uden grund bruge bilhornet.

### Russiske provokationer

#### 30. april og 1. maj
Den 30. april og 1. maj besøgte en Statsduma-delegation Estland for at bese statuen på sit nye opstillingssted. Under en pressekonference på den russiske ambassade i Tallinn krævede den tidligere leder af den russiske sikkerhedstjeneste (FSB) Nikolai Kovaljov og dumaens udenrigskommissions viceleder Leonid Slutski, at de politifolk, der havde stoppet de unge bøllers hærværk og røverier, skulle stilles til regnskab. Slutski hævdede, at den estiske regering ved at skride ind mod marodørerne havde overtrådt menneskerettighederne, og at en sådan regering ikke har plads i den 21. århundredes Europa. Da en journalist fra avisen Postimees spurgte, hvorfor repræsentanter fra den russiske ambassade havde holdt møder med repræsentanter for "Öine vahtkond", svarede den russiske ambassadør Nikolai Uspenski, at det var et provokerende spørgsmål, som ikke hørte hjemme på pressekonferencen. Delegationen nægtede at deltage i et møde i det estiske udenrigsministerium med næstformanden for Riigikogu Kristiina Ojuland og udenrigskommissionens formand Sven Mikser. Den estiske udenrigsminister Urmas Paet kommenterede: "Dumadelegationens medlemmers opførsel har været dybt utilgivelig ligesom deres udtalelser. Det er utilstedeligt at lyve om bronzesoldaten, at kræve ændringer i den estiske regering, at komme med uforskammede udtalelser og ikke deltage i et planlagt møde".

## Efterdønninger
Efter som Tõnismägi (monumentets tidligere opstillingssted) tilhører staden Tallinn, har regeringen besluttet, at det er byrådets afgørelse, hvad der skal ske med det. Den 9. maj blev det oplyst, at der efter aftale med kontoret for byparker ville blive plantet en stor blomsterhave på stedet som et led i genskabelsen af stedet efter ligopgravningerne, bekostet af forsvarsministeriet og i henhold til loven om krigsgrave. On 8. juni 2007, the Ministry of Defence announced a plan to replace the flowerbed with a permanent park complete with small trees.

### Lig overdraget til slægtninge
Den 14. juni 2007, efter at man med sikkerhed havde identificeret resterne af kaptajn Bryantsev, blev disse overdraget til hans slægtninge til genbegravelse i Rostov oblast i Rusland. Han var den første af de tolv, der blev udleveret til slægtninge.
Den 3. juli 2007 var resterne af tre begravede overdraget til deres slægtninge. En fjerde, oversergent Stepan Hapikalo, måtte afvente tilrejse af slægtninge nu bosatte i Ukraine, til Estland for ved en DNA-analyse at godtgøre slægtsforholdet. Otte lig, der ikke er blevet krævet udleveret af slægtninge, blev begravet ved monumentet på dettes nye sted.
Den 4. juli 2007 blev resterne af Jelena Varshavskaja genbegravet ved Olivenbjerget i Jerusalem. Denne genbegravelse blev ledet af Ruslands overrabbi Berel Lazar.

### Genbegravelse af de andre begravede
Otte af de fundne lig, der ikke blev krævet udleveret af slægtninge, blev genbegravet på soldaterkirkegården ved det nu flyttede monument den 3. juli 2007 i nærværelse af den estiske forsvarsminister, andre myndighedspersoner og et dusin diplomater, foruden repræsentanter for pressen. En militærattaché fra den russiske ambassade, Aleksandr Trojan, observerede angiveligt højtideligheden som én i mængden af de fremmødte. Den russiske ambassadør i Estland, Nikolai Uspenski, efterkom ikke invitationen til at deltage for derved at udvise den højest tænkelige russiske modvilje imod "demontering af monumentet, ombegravelsen og det dertil knyttede forsøg på at revidere historien af politiske grunde"  Han deltog dog i en religiøs ceremoni for de døde holdt af den estiske, ortodokse kirkes patriark tre timer efter genbegravelsen.

### Syssojevs døtres retssag
Ezmiralda Menshikova og Svetlana Gnevasheva, døtre af Ivan Syssojev´, som var soldat i Den røde Hær og angiveligt døde i Tallinn i 1944, anlagde retssag mod regeringen og krævede Bronzesoldaten genopstillet på sin oprindelige plads som et gravmonument. Retssagen blev imidlertid afvist af retten og appeldomstolen, eftersom der intet bevis var for, at Syssojev var blevet begravet på stedet, og hans døtre havde derfor intet juridisk grundlag for deres sag og blev derfor afvist. Den 20. januar 2009 afviste højesteret en genoptagelse af sagen.

### Retssag mod organisatorerne
Den 11. december 2008 blev der indledt en retssag mod fire mænd, der anklagedes for at stå bag optøjerne. Den 5. januar 2009 afgjorde retten i Harjumaa, at de fire ikke kunne dømmes skyldige under hensyn til princippet om in dubio pro reo.  Anklageren har kæret dommen.
Ifølge avisen Postimees har en af de anklagede, Mark Sirok, over for retten løjet om sine forbindelser til organisationen Naši. Endnu i foråret 2009 var der ikke taget skridt til at arrestere ham.

## Eksterne links
| Wikinews | Wikinews: One killed in clashes over World War monument in Estonia – relateret nyhedssag på engelsk |

### Fotos og videoer
- QTVR fullscreen panoramas near Bronze Soldier Monument Arkiveret 6. juni 2009 hos  Wayback Machine (May 9, 2005; May 9, 2007)
- Photos of the site at sites-of-memory.de (June, 2006)
- Pictures of looters on the homepage of the Estonian Police Arkiveret 28. september 2007 hos  Wayback Machine
- Postimees newspaper pictures of riots Arkiveret 18. september 2007 hos  Wayback Machine

### Modstandere af omflytningen
- bronze-soldier.com Arkiveret 23. februar 2009 hos  Wayback Machine
- Protest against the removal of the monument Arkiveret 16. marts 2009 hos  Wayback Machine
- Declaration Arkiveret 12. november 2007 hos  Wayback Machine of Estonian Left Party

### Tilhængere af omflytningen
- An article depicting the views of the monument opponents
- The Independent: 'Don't let Russia bully the Baltics' Arkiveret 27. september 2007 hos  Wayback Machine
- Shawn Macomber, "Another Red Square Bites the Dust", The American Spectator, May 2, 2007

### Neutrale opfattelser
- Common grave for and a memorial to Red Army soldiers on Tõnismägi, Tallinn (PDF file) Arkiveret 14. juni 2007 hos  Wayback Machine (Word file) Arkiveret 27. september 2007 hos  Wayback Machine Scientific studies about the historical background of the monument, compiled into a "Historical statement", by Peeter Kaasik, for the Ministry of Foreign Affairs of Estonia, 2006. (Translation into English)
- Government compensates owners for damage caused by vandals – Press release of the Government of Estonia
- Russia’s Involvement in the Tallinn Disturbances – Analysis by Estonian International Centre for Defence Studies
- Estonian Review / Eesti Ringvaade, Volume 17 No 16-17, April 18, 2007 – May 2, 2007 Arkiveret 27. september 2007 hos  Wayback Machine (News bulletin of the Ministry of Foreign Affairs, Estonia) (ISSN 1023-1951)
- A full timeline of the Russian-Estonian row as reported by Russian news agency

### Diplomatiske udtalelser
- Lavrov letter slams EU over Estonia (Unofficial translation of the full text into English)
- Letter of Russian Foreign Minister Sergei Lavrov to Germany and Finland about the shift of the statue